# Амон Нітрійський
Амо́н або Аму́н (грец. Ἄμμων, Ἀμοῦν, Ἀμμοῦν, Ἀμμώνιος, Ἀμμωνᾶς; ім'я, можливо, походить від грецького прикметника ἀμμώδης або ἀμμουδερός — піщаний) — християнський преподобний.

## Біографічні відомості
Свій земний шлях преп. Амон проходив у IV ст., був співбратом та співбесідником преп. Антонія Великого і є одним з найбільш видатних представників єгипетського чернецтва в період його найбільшого розквіту, хоча свідоцтва, що збереглися про цього подвижника є конче скудними.
Єгиптянин родом, він ще у дитинстві втратив батьків та залишився на піклуванні родичів. Коли йому виповнилося 22 роки, його примусили одружитися, і, ось, саме з цього моменту починається його подвижницьке життя. Він переконує свою дружину жити невинно, залишатися разом, але бути як брат та сестра, зберігаючи в їхніх подружніх відносинах цноту. Це особливий вид добровільного подвижництва задля спасіння душі, який можна зустріти в багатьох житіях святих. Тож вони почали жити разом: вдень кожний за своїм ділом, утримуючись від зайвої їжі, та вночі перебуваючи у спільній молитві; далі ж — на́різне проживання з дотриманням безумовної цнотливості. Так прожили вони вісімнадцять років, зберігаючи свою цноту і намагаючись працею та молитвою догодити Богові. Зрештою, аби не самим тільки перебувати у доброчесному утриманні від пристрастей та земних прив'язаностей, а й інших своїм прикладом спонукати до досконалого та святого життя, вони розлучилися: Амон відходить на Нітрійську гору, що знаходиться у 80 милях від Олександрії, удається до цілковито самітницького життя та збирає довкола себе багато учнів-анахоретів; дружина ж його збирає у своїй оселі жінок, улаштовує общину дів та стає їх ігуменею. Утрудняючись працею та подвигами, день та ніч служачи Богу, преп. Амон пробув у пустелі 22 роки, до са́мого свого успіння, та був удостоєний дару зцілення — «зцілював різні недуги тих людей, котрі приходили до нього» (свт. Димитрій Ростовський). Свт. Атанасій Великий в «Житії Антонія Великого» відзначає близькі, сердечні стосунки, які були між преп. Амоном та засновником пустельницького чину чернецтва, великим Антонієм. Останній, за розповіддю св. Атанасія, передбачаючи відхід преп. Амона у життя вічне, покликав його, через своїх учнів, до себе, аби востаннє за земного життя побачитись, поговорити та помолитися із ним; а згодом, в час його відходу, «бачив ду́шу його, яку янголи з радістю підносили на небеса» та повідомив про це своїх учнів.
Преп. Амон перейшов у життя вічне десь на відтинкові часу з 380 по 390 рік. Спомин його 4 жовтня (17-го — за григоріанським календарем).

## Учення
Св. Амон написав значну кількість літературних творів, які збереглися у грецьких, сирійських та арабських списках.
Набуток Святого Духа та Божої благодаті, без яких марні всі подвижницькі зусилля та християнські чесноти, є основною темою аскетичного богослов'я преп. Амона Нітрійського. Саме за допомоги благодаті подвижник долає опір темних сил, бореться зі спокусами та перемагає в духовній брані; благодать наповнює його серце «божественною теплотою». Благодать дозволяє також набувати розуміння Божої волі та виконувати її, відсікаючи волю свого гріховного «я» та принаду плотських утіх. Завдячуючи цьому людина досягає істинної свободи (тобто свободи від гріха) та набуває безпристрасності. Неодмінною умовою такої свободи є пам'ять смерті, крушене каяття та смирення. В одному з висловів преп. Амон радив одному з ченців, що звернувся до нього за напутінням, мати такі ж помисли, які має злочинець перед судом, і повсякчас думати про те, як постанеш перед Суддею та виправдаєшся перед Ним. Св. Амон також казав, що в серці потрібно тримати слова́ євангельського митаря: «Боже, будь милостивий до мене грішного». За вченням преп. Амона, саме набуття смиренномудрості є показником духовного благополуччя, котре увінчується «ісихією» (внутрішнім спокоєм) та істинним Богознанням («гносисом»).

## Твори
- Послання[недоступне посилання з лютого 2019] (в рос. перекладі).
- Напутливі гла́ви[недоступне посилання з лютого 2019] (в рос. перекладі).
- Про радість душі того, хто почав служити Богові[недоступне посилання з лютого 2019] (в рос. перекладі).
- Слово про тих, що бажають безмовствувати[недоступне посилання з лютого 2019] (в рос. перекладі).
- Фрагменти[недоступне посилання з лютого 2019] (в рос. перекладі).